# Annona ekmanii
Annona ekmanii là một loài thực vật]] thuộc họ Annonaceae. Đây là loài đặc hữu của Cuba.